# Межинувка
Межинувка (пол. Mierzynówka) — село в Польщі, у гміні Городиськ Сім'ятицького повіту Підляського воєводства.
Населення — 243 особи (2011).
У 1975-1998 роках село належало до Білостоцького воєводства.

## Демографія
Демографічна структура станом на 31 березня 2011 року:
|          | Загалом | Допрацездатний вік | Працездатний вік | Постпрацездатний вік |
| -------- | ------- | ------------------ | ---------------- | -------------------- |
| Чоловіки | 127     | 24                 | 79               | 24                   |
| Жінки    | 116     | 16                 | 63               | 37                   |
| Разом    | 243     | 40                 | 142              | 61                   |